# Neutralitätsgesetze
Die Neutralitätsgesetze (engl.: Neutrality Acts) waren in den 1930er Jahren eine Serie von Gesetzen in den USA. Sie wurden aufgrund der wachsenden Auseinandersetzungen in Europa und Asien, die letztlich zum Zweiten Weltkrieg führten, verabschiedet.
Aus den hohen Kosten des Ersten Weltkrieges entwickelte sich in den USA ein Isolationismus, der bestrebt war, das Land aus auswärtigen Konflikten herauszuhalten. Drei der Gesetze wurden vom Nye Committee initiiert, das von 1934 bis 1936 die Aktivitäten amerikanischer Rüstungshersteller während des Ersten Weltkrieges untersuchte. Gegner der Gesetze betrachten diese heute negativ, da sie keinen Unterschied zwischen Aggressor und Opfer machen und beide als Kriegsteilnehmer („belligerents“) ansehen.
Die Gesetze verpflichteten den US-Präsidenten, zuerst festzustellen, ob ein Kriegszustand besteht. Dadurch war Franklin D. Roosevelt gezwungen, eine Hintertür zu suchen, um US-Verbündete in Übersee vor Verfolgung zu bewahren bzw. beliefern zu können.

## Neutralitätsgesetz 1935
Das Neutralitätsgesetz 1935 verbot Amerikanern, in internationalen Auseinandersetzungen Waffen an die Kontrahenten zu liefern und war unmittelbar vom Italienisch-Äthiopischen Krieg ausgelöst. Rohstofflieferungen, wie Stahl oder Öl, blieben erlaubt.

## Neutralitätsgesetz 1936
Das Neutralitätsgesetz von 1936 wurde im Februar verabschiedet, um die Lücken des ersten Gesetzes zu schließen. Es verbot den Handel mit Kriegsmaterial sowie Anleihen oder Kredite an Kontrahenten.

## Neutralitätsgesetz 1937
Im Januar und Mai 1937 wurden zwei weitere Gesetze unter dem Eindruck des Spanischen Bürgerkrieges verabschiedet, da die bisherigen sich auf Konflikte zwischen und nicht innerhalb von Staaten bezog. Sie wurden von dem republikanischen Senator, Isolationisten und Mitglied des Nye-Komitees Arthur H. Vandenberg eingebracht. Beschränkt wurden Unternehmen und Privatpersonen, die den Kontrahenten assistierten, sowie das Reisen von US-Bürgern auf Schiffen der Beteiligten, womit die dort kämpfenden, amerikanischen Internationalen Brigaden, wie die Abraham-Lincoln-Brigade, illegalisiert waren.
Als Japan im Juli 1937 China angriff (Zweiter Japanisch-Chinesischer Krieg), umging Roosevelt die Gesetze, indem er die Kämpfe nicht als Kriegszustand definierte und so den Waffenhandel mit China ermöglichte.

## Neutralitätsgesetz 1939
Die Stimmung in den USA für eine Unterstützung des Vereinigten Königreichs und Frankreichs stieg wegen Hitlers Wortbruch mit der Zerschlagung der Tschechoslowakei im März 1939 an und befeuerte die Diskussion um die Revision des Neutralitätsgesetzes und die Cash-and-carry-Klausel. Nach dem deutschen Überfall auf Polen im September  wurden die Regeln zum Waffenembargo aufgehoben. Das neue Gesetz wurde am 4. November 1939 erlassen. Die Cash-and-carry-Klausel erlaubte es, Kriegsparteien auch Waffen gegen sofortige Bezahlung und Abholung (cash and carry) zu verkaufen, was das Vereinigte Königreich und Frankreich (seit dem 3. September im Krieg mit Deutschland) begünstigte, die die Seewege kontrollierten. Zudem sollte die Wirtschaft nach der Großen Depression belebt werden. US-Schiffen war es weiterhin verboten, Kampfzonen zu befahren; US-Bürgern war es nicht erlaubt, auf Schiffen der Kriegsbeteiligten zu fahren.

## Neutralitätsgesetz 1941
Am 17. November 1941 verabschiedete der Kongress die Änderung, dass amerikanische Handelsschiffe Waffen an Kriegsparteien liefern und selbst bewaffnet sein dürften.

## Kritik
Für den  Historiker Herbert Reginbogin führten die Gesetze eher zu einer Schwächung der Kollektiven Sicherheit. Sie signalisierten den Aggressoren, dass die überfallenen Länder keine Hilfe aus den USA erwarten konnten, und führten dazu, dass Deutschland, Italien und Japan ihre Aufrüstung vorantreiben konnten, während Großbritannien noch am Anfang stand.